# Mafia: edición definitiva
Mafia: Definitive Edition es un videojuego de acción y aventuras desarrollado por Hangar 13 y publicado por 2K Games, un remake de la versión original del videojuego Mafia del año 2002. Anunciado en mayo de 2020, fue lanzado al mercado el 25 de septiembre de ese año para Microsoft Windows, PlayStation 4 y Xbox One. El juego está ambientado en la ciudad ficticia de Lost Heaven (basada en Chicago) en la década de 1930, y sigue el ascenso y la caída del taxista convertido en mafioso Tommy Angelo dentro de la familia criminal Salieri.

## Jugabilidad
Concebido como un remake completo del original, Mafia: Definitive Edition se construyó desde cero con nuevos activos y una historia ampliada, aunque las misiones y los arcos del juego original se conservaron. Al igual que con el juego de 2002, los jugadores controlan a Tommy Angelo a lo largo de la campaña, pudiendo andar y correr o coger vehículos. Una novedad del remake fue la introducción de motocicletas, una novedad en la serie. Las mecánicas de juego de Mafia: Definitive Edition se basan en las de Mafia III. También incluye una configuración de "Dificultad clásica", que sirve como la configuración de dificultad más compleja del juego, cambiando algunas mecánicas del juego, como la gestión de municiones y la respuesta de la policía a los delitos para que sean más fieles al juego original de 2002. Fuera del modo historia principal, al ser de mundo abierto lineal, permite un modo de conducción independiente, que permite al jugador explorar la ciudad a su propio ritmo sin ningún objetivo de misión obligatorio.

## Trama
En 1930, durante la Gran Depresión, dos miembros de la familia Salieri, Paulie Lombardo y Sam Trapani, obligan al taxista empobrecido Tommy Angelo a ayudarlos a escapar de una emboscada de la familia Morello. Aunque es compensado por su ayuda, Tommy acaba perdiendo su trabajo y su taxi al día siguiente, al ser abordado por los matones de Morello como acto de venganza. Preguntando por él a Don Ennio Salieri, Tommy acepta unirse a su organización después de recibir represalias sobre sus atacantes, y trabaja junto a Sam y Paulie para contribuir a sus estafas, supervisado por el consigliere de Salieri, Frank Colletti, que incluye protección y contrabando. A pesar de los esfuerzos de Morello para hacerse cargo de sus negocios, Tommy logra impresionar a Salieri con su esfuerzo para hacerles frente.

## Desarrollo
El 13 de mayo de 2020, 2K Games anunció un remake de Mafia titulado Mafia: Definitive Edition, en un esfuerzo por rehacer y remasterizar la trilogía. Hangar 13 lo comenzó a desarrollar, buscando contar en él una "historia ampliada, jugabilidad y partitura original". Más de 200 personas trabajaron en el juego en las oficinas de Praga y Brno de Hangar 13 y un número desconocido en las oficinas de Brighton y Novato. Según el avance del juego, utiliza el motor de juego patentado de Hangar 13, que se ha actualizado desde Mafia III. Fue lanzado el 25 de septiembre de 2020 para Xbox One, PlayStation 4 y Microsoft Windows, aunque inicialmente estaba programado para hacerlo el 28 de agosto.
La banda sonora en inglés del juego se grabó con un elenco diferente, con el actor australiano-italiano Andrew Bongiorno prestando su voz, imagen y captura de movimiento a Tommy Angelo. El presidente de Hangar 13, Haden Blackman, declaró que "dado que nuestras cinemáticas dependen en gran medida de los datos de captura de movimiento, era esencial que tuviéramos interpretaciones tanto físicas como de voz", y querían asegurarse de que los actores no solo "tuvieran el papel", sino que también pudieran actuar bien, tanto en la captura de movimiento como en las cabinas de locución. Por el contrario, el doblaje checo volvió a contar con la mayoría del elenco original del juego de 2002.
Otro cambio importante en el remake fue un rediseño completo de la configuración original del juego. Para ayudar con el rediseño, el equipo de desarrollo se centró en revisar el estilo de las ciudades estadounidenses alrededor de las décadas de 1920 y 1930 después de la Primera Guerra Mundial, mejorando la atmósfera y los diseños estéticos de los diversos distritos de la ciudad. Los diseños de las calles también se modificaron para incluir cambios en las esquinas e intersecciones para permitir una mecánica de conducción más fluida, la adición de nuevos atajos y callejones en el mapa y la reubicación de varios edificios y puntos de referencia en nuevos sitios.

## Recepción
Mafia: Definitive Edition recibió críticas generalmente favorables de los críticos, según el agregador de reseñas Metacritic.
Destructoid resumió su revisión del 10 de septiembre llamando al juego "Un sello de excelencia. Puede haber fallas, pero son insignificantes y no causarán daños masivos". IGN le dio al juego un 8/10, escribiendo: "Completamente reconstruido desde cero, Mafia: Definitive Edition presenta excelentes actuaciones de su nuevo elenco, un modelo de conducción fantástico y una ciudad hermosa y auténtica que resuma la atmósfera de la década de 1930".
GameSpot le dio al juego un 6/10, elogiando la historia y las actuaciones, pero criticando el combate y los movimientos anticuados.